# Жайворонок сомалійський

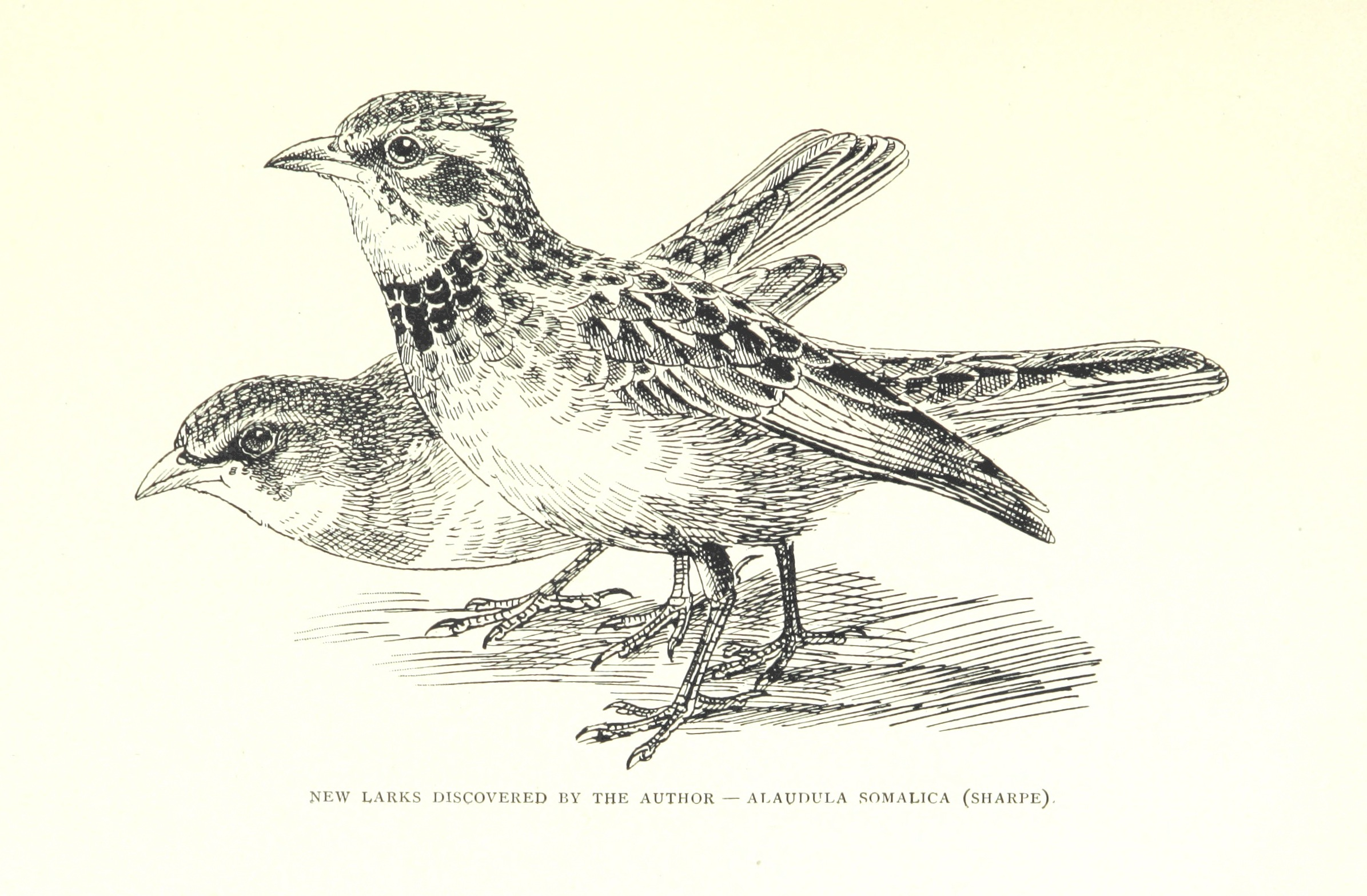
Сомалійські жайворонки

Жа́йворонок сомалійський (Alaudala somalica) — вид горобцеподібних птахів родини жайворонкових (Alaudidae). Мешкає в Східній Африці.

## Опис
Довжина птаха становить 13-14 см, довжина хвоста 43-50 мм, довжина дзьоба 13-15 мм. Виду не притаманний статевий диморфізм. Тім'я і верхня частина тіла темно-коричневі, пера на них мають широкі піщані краї. Навколо очей білуваті або охристі кільця, щоки і скроні коричнюваті. Груди світло-коричневі. поцятковані темними смугами, у деяких особин на верхній частині грудей вони формують темні плями. Решта нижньої частини тіла білувата або рудувата, в залежності від підвиду, поцяткована охристими або коричнюватими смугами. Крила відносно короткі, широкі, на кінці округлі. Дзьоб світлий.

## Підвиди
Виділяють три підвиди:.
- A. s. perconfusa (White, CMN, 1960) — північний захід Сомалі;
- A. s. somalica Sharpe, 1895 — схід Ефіопії і північ Сомалі;
- A. s. megaensis (Benson, 1946) — від південної Ефіопії до центральної Кенії.

Масайський жайворонок раніше вважався підвидом сомалійського жайворонка. однак був визнаний окремим видом.

## Поширення і екологія
Сомалійські жайворонки мешкають в Сомалі, Ефіопії і Кенії. Вони живуть в напівпустелях і на сухих трав'янистих луках, на висоті від 600 до 1800 м над рівнем моря. Живляться насінням і комахами.